# Andrew Stevenson
Andrew Hedley Stevenson (7 de diciembre de 1957) es un deportista neozelandés que compitió en remo. Es padre de la también remera Zoe Stevenson.
Ganó dos medallas de oro en el Campeonato Mundial de Remo, en los años 1982 y 1983.

## Palmarés internacional
| Campeonato Mundial | Campeonato Mundial | Campeonato Mundial | Campeonato Mundial |
| Año                | Lugar              | Medalla            | Prueba             |
| ------------------ | ------------------ | ------------------ | ------------------ |
| 1982               | Lucerna (Suiza)    | Medalla de oro     | Ocho con timonel   |
| 1983               | Duisburgo (RFA)    | Medalla de oro     | Ocho con timonel   |